# Municipio de Belle Plaine (Dakota del Sur)
El municipio de Belle Plaine (en inglés, Belle Plaine Township) es un municipio del condado de Spink, Dakota del Sur, Estados Unidos. Tiene una población estimada, a mediados de 2023, de 79 habitantes.
Abarca una zona exclusivamente rural.

## Geografía
Está ubicado en las coordenadas 44°51′25″N 98°10′12″O / 44.85694, -98.17000. Según la Oficina del Censo, tiene una superficie total de 93.47 km², de los cuales 93.44 km² corresponden a tierra firme y 0.03 km² están cubiertos de agua.

## Demografía
Según el censo de 2020, en ese momento había 71 personas residiendo en la zona. La densidad de población era de 0.76 hab./km². El 98.59 % de los habitantes eran blancos y el 1.41 % era de otra raza. Del total de la población, el 1.41 % era hispano o latino.